# Patrice Talon
Patrice Athanase Guillaume Talon (ur. 1 maja 1958 w Ouidah) – beniński biznesmen i polityk, prezydent Beninu od 6 kwietnia 2016.

## Życiorys
Talon pochodzi z plemienia Fon. Uzyskał maturę w szkole średniej w Dakarze. Po uzyskaniu licencjatu z matematyki i fizyki na Uniwersytecie w Dakarze, przeniósł się na politechnikę École nationale de l'aviation civile w Paryżu. Jednak niezaliczenie testów medycznych, uniemożliwiło mu uzyskanie licencji pilota
W 1983 roku rozpoczął działalność handlową w branży rolno-spożywczej. Został pierwszym prywatnym inwestorem i pracodawcą w Beninie. W 1985 założył Société Distribution Intercontinentale (SDI), który stał się głównym partnerem dla krajowego przemysłu bawełnianego. Nazywany przez media „królem bawełny”, ze względu na swoje wpływy w handlu bawełną, które zyskał poprzez swoją dominującą rolę w procesie prywatyzacji tej gałęzi handlu w latach 90. Finansował obie zwycięskie kampanie prezydenckie Yayiego Boniego (w 2006 i 2011 roku). Talon został sklasyfikowany przez ranking Forbesa w 2015 roku na 15. najbogatszego Afrykanina, z majątkiem o wartości około 400 milionów dolarów.
Wystartował w wyborach prezydenckich w 2016 roku jako kandydat niezależny. W pierwszej turze zajął drugie miejsce, ustępując premierowi Lionelowi Zinsou, natomiast w drugiej wygrał, zdobywając 65% głosów. Został zaprzysiężony na stanowisku prezydenta Beninu 6 kwietnia 2016. W wyborach prezydenckich w 2021 uzyskał reelekcję, zdobywając 85% głosów.
Patrice Talon jest ojcem dwójki dzieci, żonaty z Claudine Gbenagnon.